# Austrodecus (Tubidecus) excelsum
Austrodecus (Tubidecus) excelsum is een zeespin uit de familie Austrodecidae. De soort behoort tot het geslacht Austrodecus. Austrodecus (Tubidecus) excelsum werd in 1991 voor het eerst wetenschappelijk beschreven door Stock. 